# Freda Payne
Freda Charcilia Payne (Detroit, 19 settembre 1942) è una cantante statunitense.

## Biografia
Freda Payne è nata a Detroit (Michigan) ed è sorella di Scherrie Payne, ex membro delle The Supremes.
Nel 1963 si è trasferita a New York e ha lavorato con artisti come Quincy Jones, Pearl Bailey e Bill Cosby.
Nel 1964 ha pubblicato il suo primo album con la Impulse! Records.
Nel 1970 ha raggiunto il successo col brano Band of Gold, scritto e prodotto dal team Holland-Dozier-Holland. La canzone è stata reinterpretata, tra gli altri, da Belinda Carlisle e Bonnie Tyler.
Negli anni '90 e 2000 ha anche lavorato come attrice.
Lavora anche a teatro in diversi musical e in televisione come personaggio televisivo.

## Discografia

### Album
- 1964: After the Lights Go Down Low and Much More!!!
- 1965: Freda Payne in Stockholm' with Don Gardner Quintet with Dee Dee Ford and Jimmy Ricks
- 1966: How Do You Say I Don't Love You Anymore
- 1970: Band of Gold
- 1971: Contact
- 1973: Reaching Out
- 1974: Payne & Pleasure
- 1975: Out of Payne Comes Love
- 1977: Stares and Whispers
- 1978: Supernatural High
- 1979: Hot
- 1995: Freda Payne Sings the (Unauthorized) I Hate Barney Songbook: A Parody
- 1996: An Evening with Freda Payne: Live in Concert
- 1996: Christmas With Freda and Friends
- 1999: Live in Concert
- 2001: Come See About Me
- 2007: On the Inside
- 2014: Come Back To Me Love

### Raccolte
- 1972: The Best of Freda Payne
- 1991: Greatest Hits
- 2000: Lost in Love
- 2000: Band of Gold: The Best of Freda Payne
- 2001: Unhooked Generation: The Complete Invictus Recordings
- 2002: The Best of Freda Payne: Ten Best Series

## Filmografia parziale
- Sprung, regia di Rusty Cundieff (1997)
- Ragdoll - Bambola di pezza (Ragdoll), regia di Ted Nicolaou (1999)
- La famiglia del professore matto (Nutty Professor II: The Klumps), regia di Peter Segal (2000)
- Deadly Rhapsody, regia di Don Abernathy (2001)
- Cordially Invited, regia di Michael Fouther (2007)